# Prontozil
A prontozil narancsvörös színű anyag, amelyet eredetileg gyapjúfestéknek használtak. Az 1930-as években kiderült, hogy baktériumölő hatása van. Az antibiotikumok felfedezése előtt a legfontosabb baktérium elleni szer volt. Származékait a mai napig alkalmazzák.

## Története
A prontozilt Josef Klarer és Fritz Mietzsch szintetizálta 1932-ben. Gerhard Domagk 1934-ben publikálta, hogy a prontozil erős baktériumölő hatást mutat. Francia kutatók a következő években kiderítették, hogy a prontozilból a szervezetben p-amino-benzolszulfonsav-amid („fehér szulfamid”, míg az eredeti vegyületet „vörös szulfamid”-nak nevezték) keletkezik, és ennek van baktériumölő hatása.
A második világháborúban az amerikai katonák elsősegélycsomagjának része volt.
Domagk 1939-ben Nobel-díjat kapott felfedezéséért. Hitler megtiltotta neki a díj átvételét, így az érmet csak 1947-ben kaphatta meg, de a pénzdíjtól ekkor már elesett.
A szulfanilamidot sikeresen alkalmazták gyógyszerként, és utóbb hatékonyabb származékait állították elő. Ezeket ma is használják (ATC-kódjuk J01E), bár jelentőségük átmenetileg csökkent az antibiotikumok felfedezésével. Napjainkban újra népszerűvé váltak, mert a baktériumok kevésbé rezisztensek rájuk, és újabban kiderült, hogy nemcsak fertőzéses betegségek ellen alkalmazhatók.

## Hatásmód
|  |  |  |

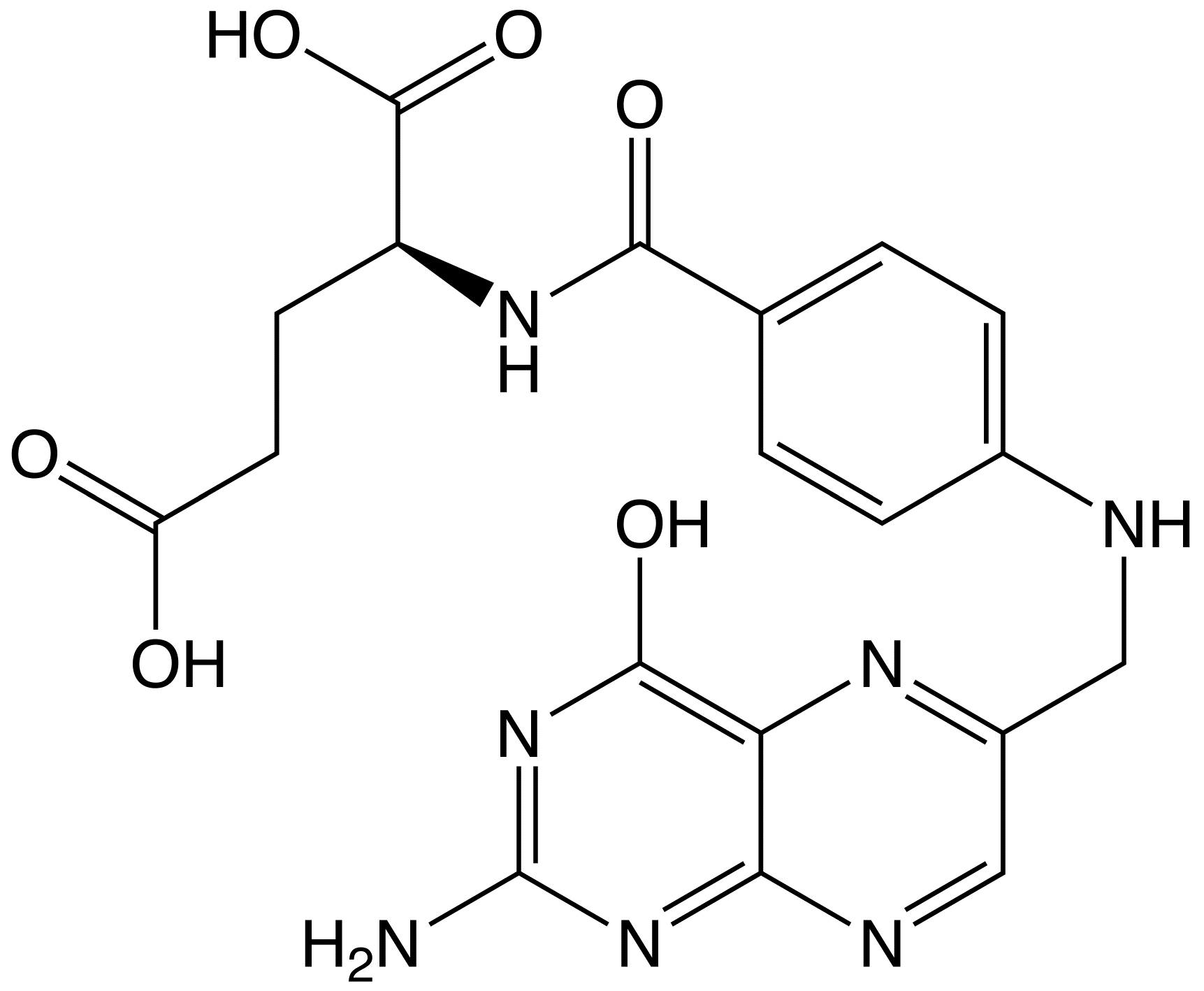
Folsav

p-amino-benzoesav (PABA)

A szulfamidok alapvegyülete: a fehér szulfamid. Származékaiban a két aminocsoport egy-egy hidrogénjét helyettesítik.

Számos patogén (betegséget okozó) baktérium növekedési faktora a folsav. Olyan koenzimek képződésében játszik szerepet, melyek a nukleinsavak közbelső termékeinek a bioszintézisét irányítják (például a metionin metilezését vagy a purinképzést). A folsav előállításához a baktériumnak p-amino-benzoesavra(en) van szüksége.
A fehér szulfamid a PABA-hoz hasonló szerkezetű vegyület, a folsav előállítását végző enzimek nem tudják „megkülönböztetni” a kettőt. Az előbbiből előállított, a folsavhoz hasonló vegyület nem képes katalizálni a nukleinsavak felépítését, e nélkül pedig a baktérium elpusztul.
A PABA és a fehér szulfamid mintegy versenyez egymással a folsavba épülésért. Az ilyen vegyületpárokat kompetitív antagonistáknak nevezik. Ez a – mára már teljesen elfogadott – elmélet számos más típusú gyógyszer hatásmechanizmusára is magyarázatot ad.
A fent elmondottak miatt a szulfonamidok csak azokra a baktériumokra hatnak, amelyek nem tudnak a környezetükből folsavat felvenni, hanem azt önmaguk kell szintetizálják. Más baktériumok (pl. egyes enterococcusok(en)), továbbá a magasabb rendű élőlények a táplálékkal veszik fel a folsavat, így a szulfonamidok nem károsítják a szervezetüket.